# Асанбаєв Нажиб
Нажиб Асанбаєв (башк. Нәжиб Асанбаев тат. Нәҗип Асанбаев справжнє ім'я Микола Васильович Асанбаєв; (7 листопада 1921 , Ахманово (Башкортостан), Уфимська губернія  — 28 березня 2013 , Уфа )) — башкирський прозаїк, поет і драматург.

## Біографія
Асанбаєв Нажиб народився 7 листопада 1921 року в селі Ахмановой Белебеївського повіту Уфимської губернії (нині  Бакалинський район  Башкортостану). За національністю — татарин. Сам себе відносив до кряшен . У 1939 році після закінчення Уфимського фінансового технікуму вступив в Башкирський державний педагогічний інститут .
Працював учителем у Ермекеєвській середній школі .
З 1940 року служив у лавах Червоної Армії. Після закінчення Рязанського артилерійського училища воював на фронтах Великої Вітчизняної війни, командуваав артилерійською батареєю.
У 1949—1959 роках був співробітником газети "Кизил тан".
У 1961—1963 роках був слухачем Вищих літературних курсів в Москві.
У 1963—1965 роках працював директором Башкирського академічного театру драми.
Помер 28 березня 2013 року. Похований на Південному кладовищі міста Уфи біля дружини.

## Сім'я
Батько гітариста Рустема Асанбаєва .

## Творчість
- Карим. башк. Кәрим Збірка оповідань. Уфа, 1947
- Валимо. башк. Вәлимә Збірка оповідань. Уфа, 1953
- До нас приїхали хлопці "башк. Беҙгә егеттәр килде Комедія. Уфа 1955
- Райса.  башк. Рәйсә П'єси. Уфа, 1959
- Файзі.  башк. Фәйзи П'єси. Уфа, 1964
- Заручини  башк. Кәләш әйттергәндә Комедія. Уфа 1964
- Коли розправлялися крила  башк. Ҡанат йәйгәндә Драма, Уфа, 1969
- Щастя з неба  башк. Куктән төшкән бәхет Комедія, Уфа,   1969
- Золота колиска.  башк. Алтын бишек П'єси. Уфа, 1971
- «Джерело»  башк. Һыу юлы Комедія, Уфа,1972
- Ранкова зірка. П'єси. Уфа, 1976
- Широкі вулиці були вузькими (спільно з Ф. Асяновим). комедія
- Зайтунгуль. башк. Зәйтүнгөл П'єси. Уфа, 1975
- Червоний паша. башк. Ҡыҙыл паша П'єса Уфа, 1982
- Башкирів з Кузя.  башк. Көҙән башҡорто П'єса Уфа, 2004, про Заки Валід

## Нагороди
- Орден Червоної Зірки (07.02.1945)
- Орден Вітчизняної війни I ступеня (15.04.1945)
- Орден Вітчизняної війни II ступеня (06.04.1985)
- Орден Дружби народів
- Медаль «За відвагу» (18.11.1943)
- бойові медалі
- Орден Салават Юлаєв (2005)
- Лауреат Республіканської премії ім. Салават Юлаєв (1983)
- Заслужений працівник культури Української РСР (1976)
- Заслужений працівник культури Української РСР (1980)